# Производственная практика
О философски-экономическом понятии производственной практики в марксизме см. Производственная практика (марксизм)
Производственная практика — это метод обучения студентов в высших учебных заведениях, направленный на приобретение практических навыков и опыта работы в определенной отрасли. В рамках производственной практики студенты выполняют конкретные задания и проекты на предприятиях или организациях, связанных с их профессиональной деятельностью. Производственная практика направлена на практическое применение полученных знаний и освоение профессиональных навыков, а также на углубление понимания процессов их реализации в реальной сфере деятельности.
Для студентов существует три вида практики:
1. Учебная;
2. Производственная;
3. Преддипломная.

Прохождение производственной практики может быть организовано как в течение учебного семестра, так и в летний период. Обычно практика проводится под руководством опытных специалистов-наставников, которые обучают студентов профессиональным навыкам и контролируют их выполнение заданий.
Во время прохождения практики студент ведёт "дневник практики", в котором фиксирует выполненные работы.
Трансформация практики, максимально приближенной к будущей профессиональной деятельности, в учебный процесс — явление закономерное, обусловленное требованиями Государственных образовательных
стандартов РФ.
Дуализм «теория и практика» призван создать ресурс опыта уже на студенческой скамье.
Производственная практика, про́йденная учащимся, оценивается в ряду сданных ими экзаменов и зачётов.

## Документы
Для поступления на производственную практику требуются:
- Направление с места обучения (ходатайство).
- Договор по прохождению практики (2 экземпляра, для фирмы и для образовательного учреждения)